# Patrick Hausens
Patrick Hausens is een voormalig Belgisch quadrathlon-atleet.

## Levensloop
Hausens werd in 1992 wereldkampioen op de 'lange afstand' in de quadrathlon. Hij was daarmee de eerste Belg die er in slaagde een internationaal kampioenschap in deze sport te winnen. 

## Palmares
- 1992:  Wereldkampioenschap lange afstand